# 马克斯·泰格马克
马克斯·埃里克·泰格马克（英語：Max Erik Tegmark，1967年5月5日—），宇宙学家，拥有美国与瑞典双重国籍。他现为麻省理工学院教授、基础问题研究所科学主任。此外，他还是生命未来研究所的创始人之一。
泰格马克出生于瑞典，是美国数学家哈罗德·S·夏皮罗之子。他曾先后毕业于瑞典皇家工学院与斯德哥尔摩经济学院，并在加州大学伯克利分校获博士学位。此后，历任宾夕法尼亚大学、麻省理工学院教授。
泰格马克发表过200余篇论文，其中引用超过500次的论文有九篇。他的主要贡献包括运用信息论开发数据分析工具，对宇宙微波背景辐射实验（如COBE、QMAP、WMAP）与星系红移巡天（如2dF、SDSS）的数据进行处理。此外，他还是数学宇宙假说这一万有理论的提出，并与安东尼·阿吉雷一同提出了量子力学的宇宙学诠释。2012年，泰格马克当选为美国物理学会会士。